# Simon Pimen Fëdorovič Ušakov
Simon Pimen Fëdorovič Ušakov (in russo Cимон Пимен Фёдорович Ушаков?; 1626 – 1686) è stato un pittore russo.

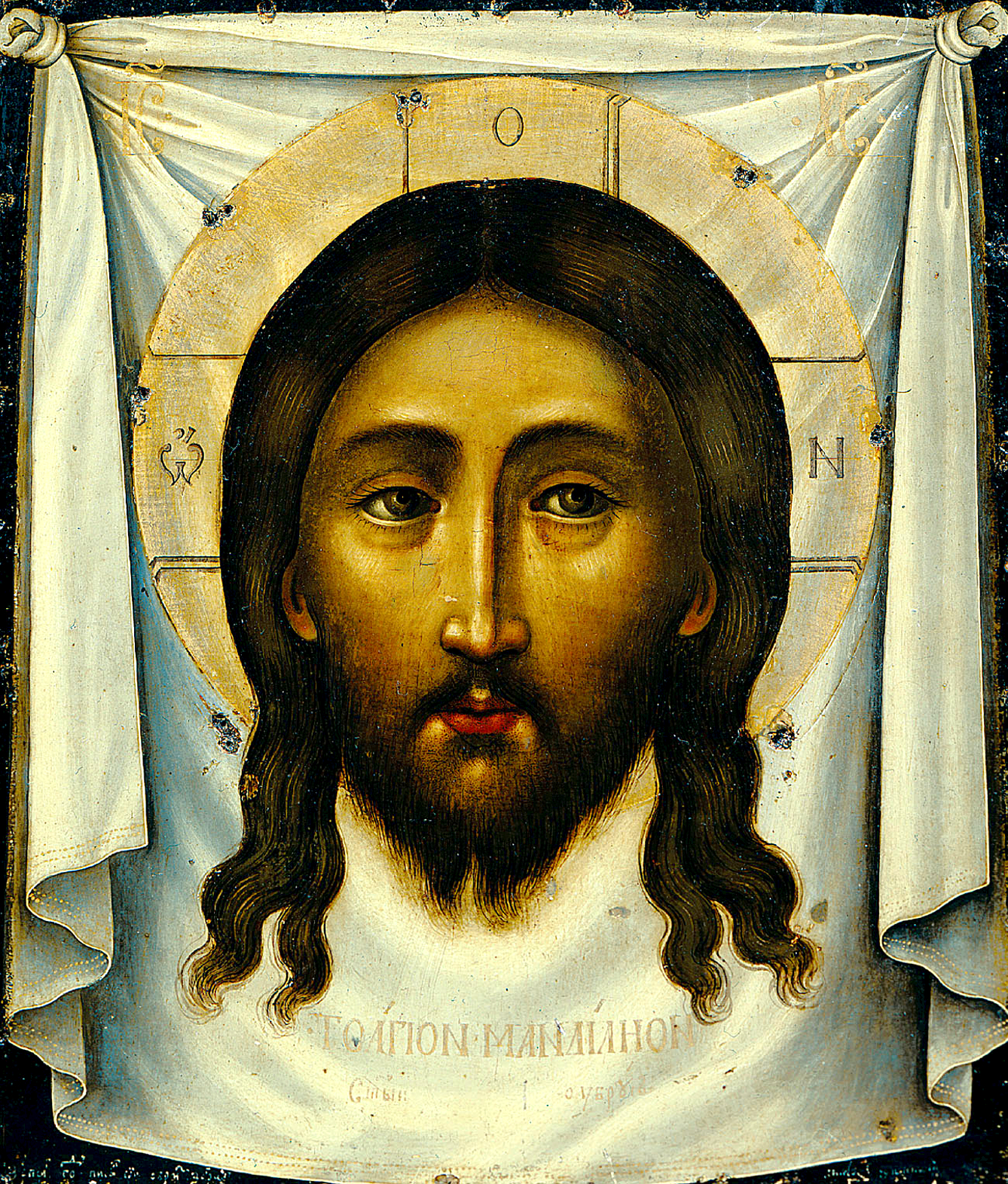
Uno dei suoi dipinti

Tra i suoi dipinti, si ricordano La santa effigie e Cristo su trono, entrambi esposti nella cattedrale della Trinità, situata nel monastero della Trinità di San Sergio, a qualche chilometro a nord da Mosca.